# Sophie Pagay
Sophie Pagay, ibland skrivet Sofie Pagay, flicknamn Sophie Berg, född 22 april 1857 i Brünn, död 23 januari 1937 i Berlin, var en tysk skådespelerska.

## Filmografi (urval)
- 1917 – Dorian Grays porträtt
- 1919 – Brott och brott
- 1920 – Konung Blåskägg
- 1926 – Kabaretprinsessan
- 1926 – Flickorna Gyurkovics
- 1927 – Sista valsen
- 1927 – En äktenskapsskandal
- 1929 – Dig har jag kär
- 1930 – Du blev ej min...!
- 1930 – De röda djävlarna
- 1930 – Operabranden
- 1935 – Mach' mich glücklich